# Remetinec (Zagreb)
Remetinec je zagrebačko gradsko naselje, mjesni odbor unutar gradske četvrti Novi Zagreb – zapad, koji se nalazi na južnom dijelu grada a na zapadnom dijelu Novog Zagreba. Na istoku graniči s kvartom Otočec, na zapadu s Blatom, na sjeveru s gradskom četvrti Trešnjevka – jug, točnije s kvartom Gredice, te na jugu s Botincem. To je stambeno naselje koje ima dosta stambenih zgrada a ima i dosta kuća. U kvartu se nalazi popularan trgovački centar Arena centar, poznati zatvor Remetinec, Novozagrebačka policijska postaja (VI. policijska postaja Zagreb (Novi Zagreb)) koja se nalazi na Trgu narodne zaštite br. 1., željeznička stanica, poštanski ured, crkva, kafići itd. U blizini se nalazi Avenue Mall, Zagrebački velesajam te Zagrebački hipodrom.
Poštanski broj je 10020.

## Promet
Remetinečki rotor je jedna od prometnih žila kucavica Zagreba, jer tuda prolazi skoro sav promet iz Zagreba prema Karlovcu, odnosno prema moru. Sam rotor se nalazi u mjesnom odboru Kajzerica.
Remetinečki rotor je nakon rekonstrukcije otvoren 26. siječnja 2020. godine.